# Sikait

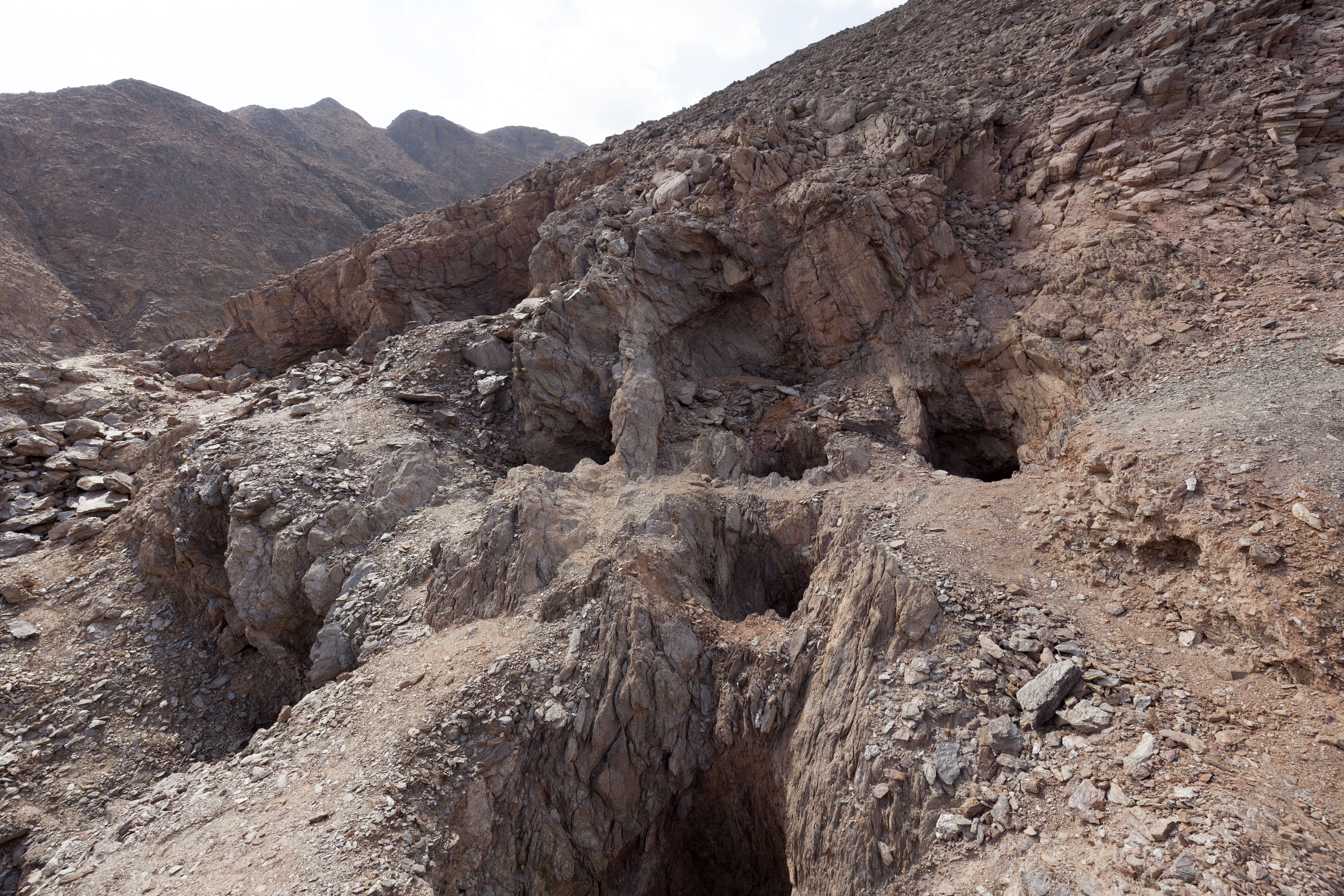
Pozos en las minas de esmeraldas, cerca del asentamiento de Sikait.

Sikait o Sikit (árabe: سكيت, Sikait/Sikīt), es un yacimiento arqueológico al norte del valle del Uadi el-Gamal, perteneciente al complejo minero de esmeraldas del Mons Smaragdus (Montaña Esmeralda) en el desierto Oriental de Egipto, Parque nacional Uadi el-Gamal-Hamata, gobernación del Mar Rojo. 
El asentamiento minero de los trabajadores de las minas de esmeralda, construido en la época romana temprana con sus tres templos rupestres, se encuentra a casi tres kilómetros al sur de la mina de esmeraldas. Sikait, a unos 80km  al suroeste de Marsa Alam y a 100 km al noroeste de la ciudad portuaria del mar Rojo, Berenice, es la mina más importante del Mons Smaragdus. Fue la única zona minera de esmeraldas explotada a gran escala durante el Imperio romano.

## Historia
El asentamiento de Sikait es el asentamiento minero de esmeraldas más conocido por su tamaño y por los santuarios rupestres construidos aquí, lo que ha fomentado el interés de los viajeros desde el siglo XIX. Aunque el nombre de Sikait es moderno, también es conocido por sus nombres antiguos Senskis / Senskeitis, Σενσκις / Σενσκείτης, por una inscripción en un templo.
Las primeras referencias documentadas sobre el funcionamiento de las minas en la región de Sikait son debidas a Estrabón (63 a. C. - 24), refiriéndose a ellas como minas de esmeraldas en el período ptolemaico. Plutarco describió cómo el rey Ptolomeo XII, padre de Cleopatra VII le obsequió al general romano Lúculo una esmeralda engastada en oro. Como llevaba grabado el retrato de Ptolomeo, al general le fue imposible rechazarlo por temor a ofender al faraón. La última referencia fue la del historiador Olimpiodoro de Tebas que en el 421 quedó constancia de su solicitud para visitar la mina, que en esos tiempos, ya estaba bajo el protectorado del rey de la tribu nómada de los blemios.
Aunque, a veces, se ha relacionado a estas minas con Cleopatra, no se ha encontrado ninguna mención a ello, aunque, por textos romanos tempranos se destaca la preferencia de la reina por las esmeraldas, además de otras piedras preciosas y el oro. Después de la conquista musulmana de Egipto en el 641, la extracción de esmeraldas continuó, en menor escala, hasta bien entrado el siglo XIV.
La mina fue redescubierta en 1816 por el mineralogista y explorador francés Frédéric Cailliaud. Encabezó una expedición organizada por el valí de Egipto, Mehmet Alí, para localizar en el desierto Oriental las antiguas minas de azufre. Encontró las antiguas minas agotadas, pero su conocimiento de la literatura antigua y las leyendas beduinas, le llevaron hasta el yebel Zabara, el legendario Mons Smaragdus de los textos clásicos y descubrió ruinas de antiguas ciudades y minas de esmeraldas.
Las esmeraldas, que son una variedad de berilo, deben su color verdoso a la mezcla de cromo. Se producen en diferentes tipos de rocas: en las laderas del yebel Sikait son principalmente capas de esquisto de mica, con un color que va desde un verde azulado muy pálido a un verde amarillento, o hasta un verde intenso muy raro de buena calidad.

## Excavaciones arqueológicas
La minería de esmeraldas en el Uadi Sikait, ya documentada en el siglo XIX, fue objeto de varios estudios y prospecciones, que llevaron finalmente a un dibujo del plano del sitio en 2001, comenzando las excavaciones en verano del 2002, seguidas por una campaña de invierno de 2002-2003, dirigidas por Steven Sidebotham de la Universidad de Delaware. En la actualidad, colaboran en las excavaciones la Universidad Autónoma de Barcelona y el Centro Polaco de Arqueología Mediterránea de la Universidad de Varsovia.
Además de las minas, que comprendían cientos de pozos muy estrechos, en los que solo podía caber una persona, con una profundidad de varias decenas de metros, se han encontrado restos de casas y otros edificios administrativos y templos. En lo que se refiere a la ciudad o asentamiento de trabajadores, se construyó en las laderas del uadi para evitar las posibles inundaciones invernales. Los edificios se construyeron con la piedra local en terrazas preparadas al efecto. El llamado edificio administrativo, que podría tratarse también de un templo, estuvo activo hasta los siglos IV-V y desde su terraza se baja al uadi por escalones. Enfrente se localiza el llamado gran templo, excavado en la roca, probablemente en época ptolemaica y reformado en época romana, recibía con dos columnas macizas y una gran inscripción que cubría todo el ancho del templo. Más al sur, en la misma orilla del uadi, se encuentra el pequeño templo rupestre, que, en su origen, disponía tres puertas con discos solares y cobras coronadas. En la entrada se encontraba una inscripción donde aparecían los dioses a quienes estaba dedicado, como a Nuestra Señora Isis de Senskete (Sikait) y a Apolo.